# Peru's Next Top Model
"Peru's Next Top Model" è un reality show peruviano basato sul format statunitense "America's Next Top Model" nel quale un gruppo di giovani aspiranti modelle si sfida a suon di sfilate, servizi fotografici e servizi pubblicitari per divenire la miglior modella del Paese; il Perù è il quarto Stato dell'America Latina ad aver aderito a questo tipo di show, dopo Brasile, Messico e Colombia.
La prima edizione ha visto al timone la modella Valeria De Santis, in qualità oltre che di presentatrice anche di giudice, accompagnata da esperti nel settore della moda peruviana come Sergio Corvacho, Antonio Borges e Kitty Garcés.

## Edizioni
| Edizione | Data d'inizio    | Vincitrice  | Seconda classificata | Altre concorrenti | Numero di concorrenti | Destinazione internazionale |
| -------- | ---------------- | ----------- | -------------------- | --- | --------------------- | --------------------------- |
| 1        | 7 settembre 2013 | Danea Panta | Giordana Carrillo    | Mishell Aguilar, Lorena Dávila (squalificato), Claudia Nárvaez, Gianna Natal, Tatiana Calmell del Solar, Molly Tuesta, Sharinna Vargas, Johana Saavedra, Samantha "Sami" Hauge, Laura Cuadros | 12                    |                             |